# Hohenstein (Reichenbach)
Der Hohenstein bei Reichenbach ist eine Felsformation im Geo-Naturpark Bergstraße-Odenwald in Südhessen. Er ist als geologisches Naturdenkmal unter der Nummer 431.14-72 ausgewiesen.

## Lage
Der Hohenstein liegt im Naturraum Vorderer Odenwald östlich von Reichenbach, einem Ortsteil der Gemeinde Lautertal in der Gemarkung Reichenbach. Er befindet sich auf einem Bergrücken und ist von Wald umgeben.

## Beschreibung
Der Hohenstein ist ein 12 Meter mächtiger Gangquarz, der aus dem weniger verwitterungsbeständigen Granit herausgewittert ist. Der Felsen ragt bis zu 17 Meter in die Höhe. Er wurde geschützt „wegen seiner mineralogisch-geologischen Seltenheit und der Schönheit des Gesteinsausbisses“. Der Spalt im Granit hatte ursprünglich Baryt enthalten, später waren quarzhaltige Lösungen eingedrungen und hatten den Gangquarz aus Odenwald-Quarz gebildet. Unter anderem kommt dort das seltene Mineral Bismutit vor, auch zahlreiche andere Mineralien wurden nachgewiesen.
Der Hohenstein wird durch Wanderwege des Odenwaldclubs und einen örtlichen Rundwanderweg erschlossen, auch die erste Etappe des Nibelungensteigs führt dort entlang. An der Felsformation sind oft Kletterer zu beobachten. 
Im Naturdenkmal ist jede mechanische Veränderung der Felsen, beispielsweise durch Bohren, Abschlagen, Lageveränderungen oder Einbau von Vorrichtungen verboten.

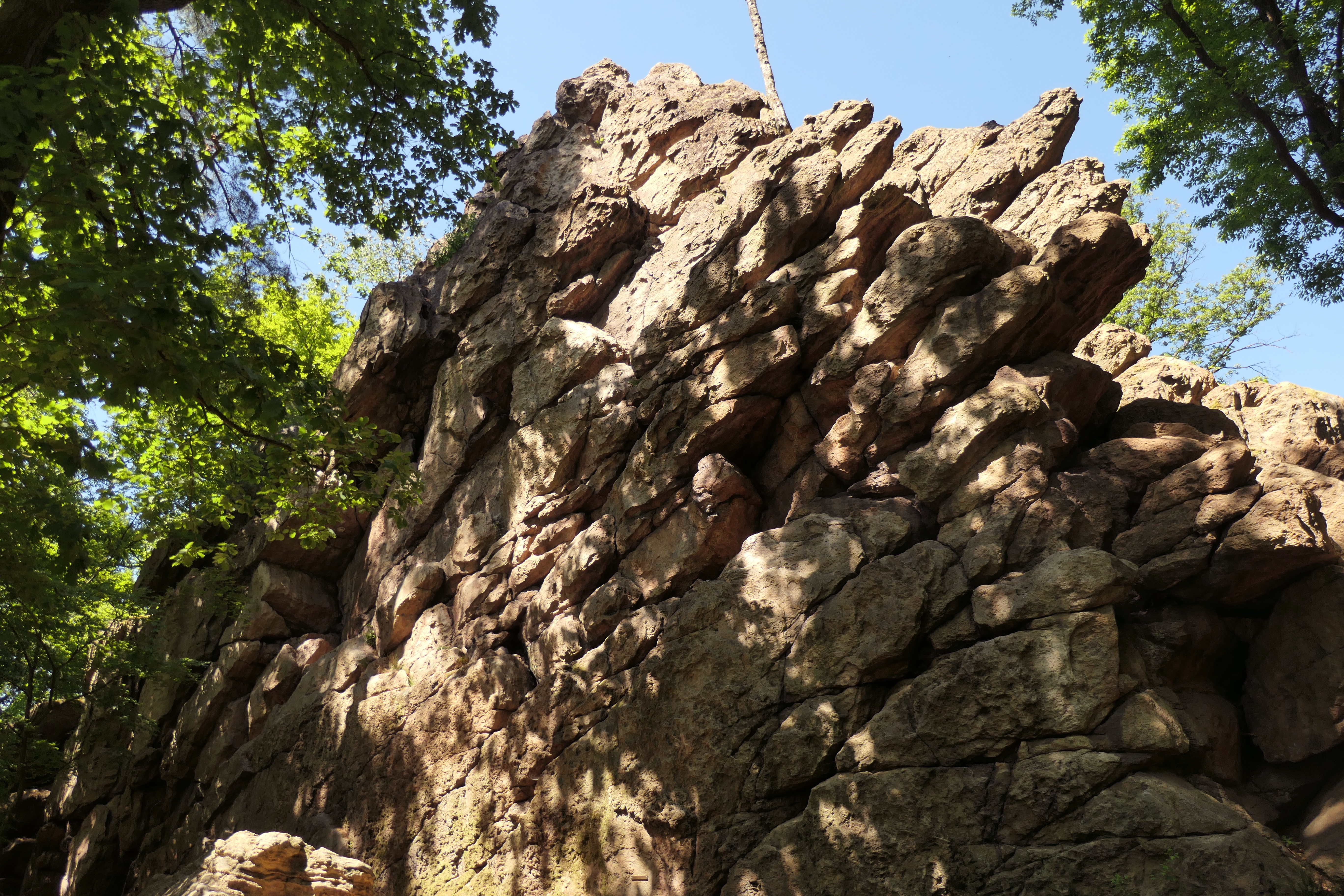
Hohenstein von Süden
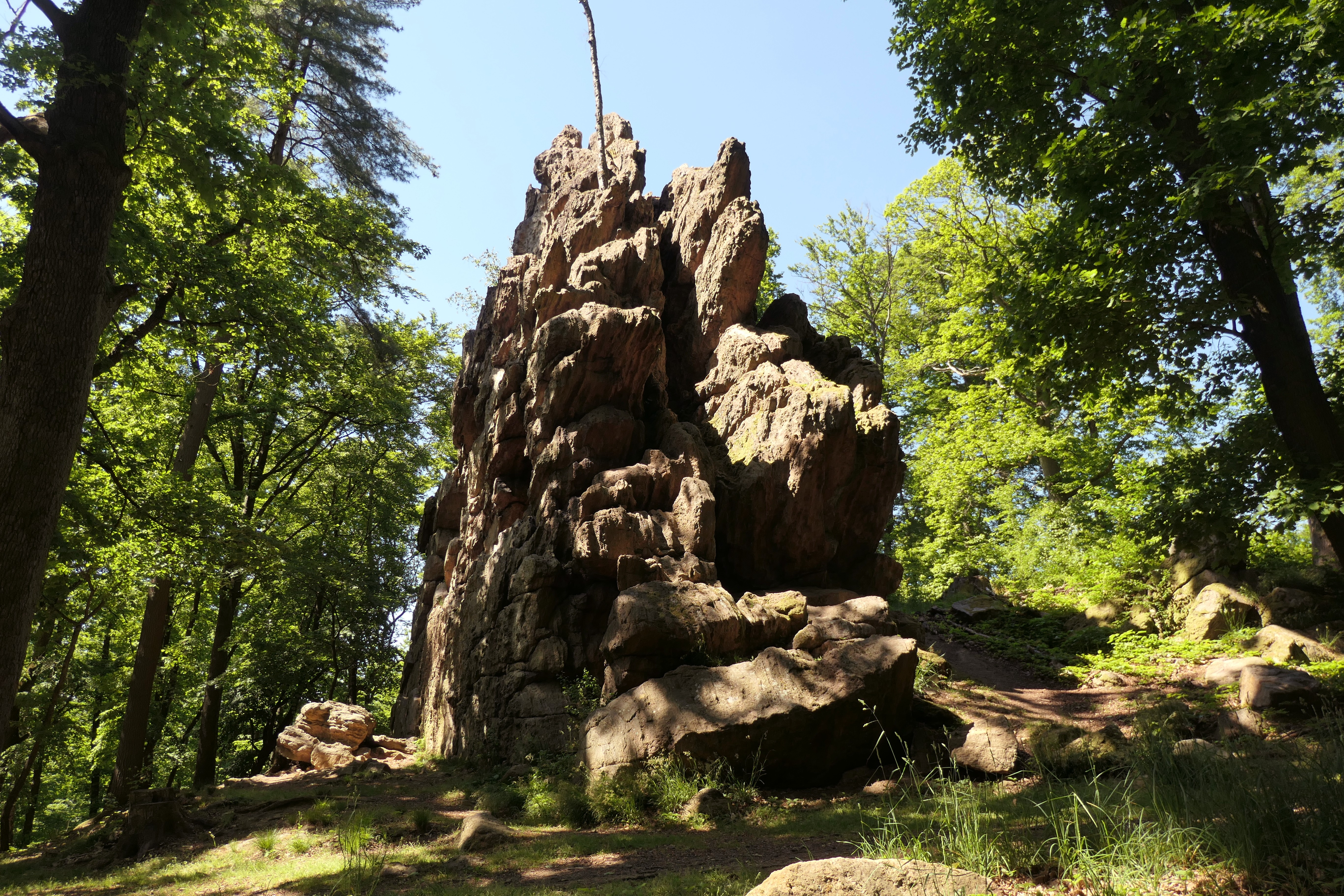
Ansicht von Osten
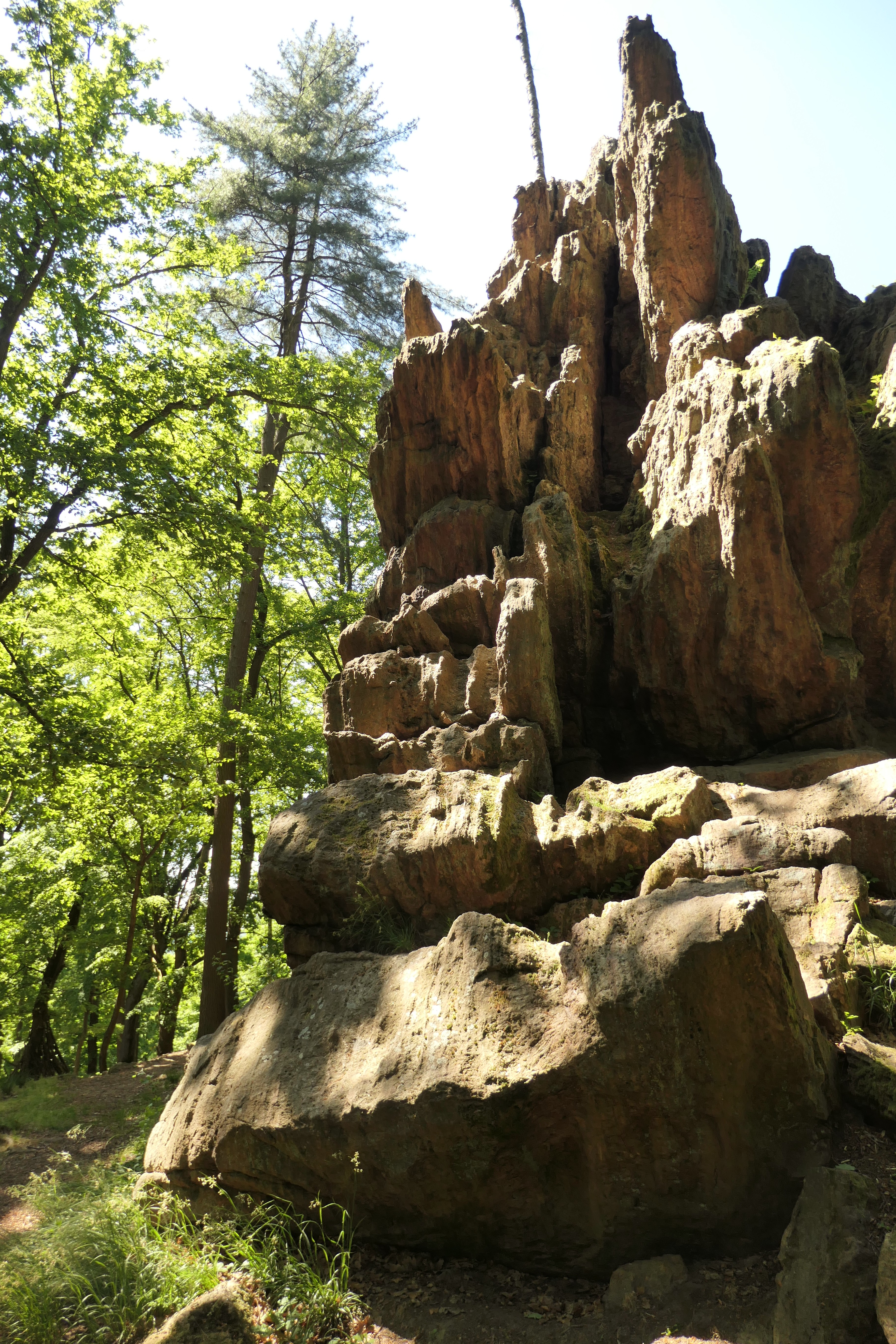
Gangquarz an der Östseite
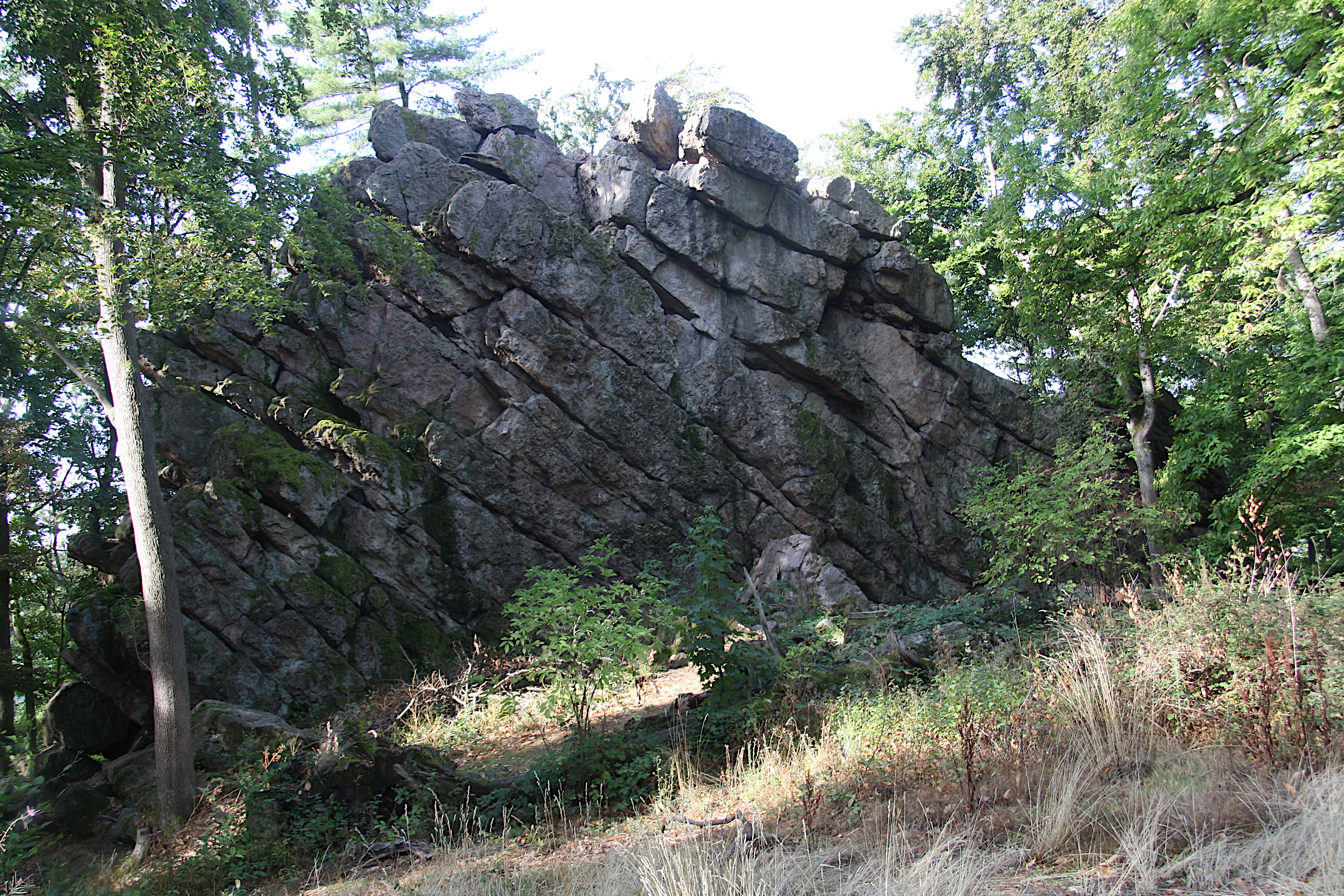
Nordseite
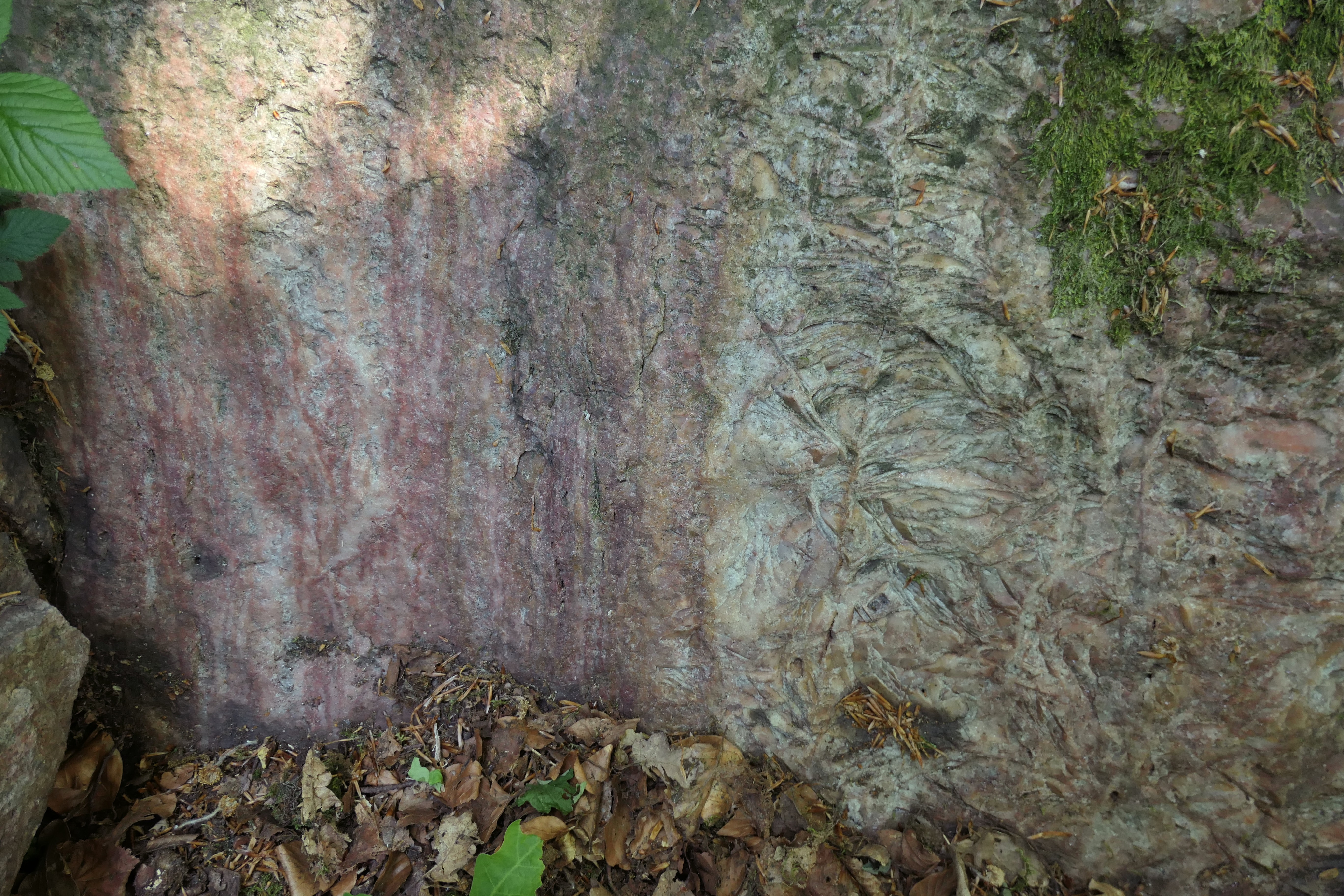
Strukturreicher Odenwaldquarz am Westfuß des Hohensteins

## Umgebung
Etwas unterhalb des Hohensteins befinden sich die zugeschütteten Überreste eines früheren Steinbruchs, in dem der Odenwald-Quarz bis 1997 abgebaut wurde.
Etwa 300 Meter östlich des Hohensteins liegt das ehemalige Naturdenkmal „Kleiner Hohenstein“ (No. 431.14-73). Sein Schutzstatus  wurde gelöscht, da die Felsen im Vergleich mit dem benachbarten Hohenstein unbedeutend erscheinen und stark zugewachsen sind.